# 폴 맥갠
폴 맥갠(Paul McGann, 1959년 11월 14일 ~ )은 잉글랜드의 배우이다.

## 출연 작품
- 예카테리나 대제
- 닥터후
- 삼총사